# Le Comte de Monte-Cristo (mini-série, 1979)
Pour les articles homonymes, voir Le Comte de Monte-Cristo (homonymie).
Le Comte de Monte-Cristo est une mini-série franco-italo-allemande en six épisodes de 60 minutes, adaptée du roman du même nom d'Alexandre Dumas par Jean Chatenet et André Castelot, réalisée par Denys de La Patellière et diffusée du 29 décembre 1979 au 19 janvier 1980 sur FR3.

## Synopsis
Un marin, Edmond Dantès, est emprisonné sans jugement ni condamnation, pour une faute qu'il n'a pas commise. Une fois évadé, au moyen d'un trésor, il se venge de ses ennemis en devenant le comte de Monte-Cristo.

## Fiche technique
- Titre : Le Comte de Monte-Cristo
- Réalisation : Denys de La Patellière
- Adaptation : Jean Chatenet et André Castelot d'après le roman de Alexandre Dumas
- Dialogues : André Castelot
- Musique : Carlo Savina, basée sur le thème L'Amore di Rocco, composé par Nino Rota pour le film Rocco et ses frères
- Montage : Claudine Bouche, Françoise Roumanet, Catherine Vilpoux, Didier Ranz et Marie Castro
- Décors : Pierre Cadiou, Jean-Pierre Nossereau, Jacques Quinternet, Norbert Bensoussan, Albert Vasseur et Serge Maizan
- Assistante Régie: Martine Fitoussi
- Costumes : Huguette Chasseloup et Agnès Nègre
- Photographie : Didier Tarot, Antonio Escudeiro, Claude Bourgoin, Antoine Galey, Alain Tocco et Tessa Bouche
- Production : Claude V. Coen
- Pays d'origine : France, Allemagne, Italie, Portugal, Espagne, Suisse, Belgique
- Compagnies de production : FR3 / Europa-Films (Paris), Bavaria-Atelier (Munich), Edizioni Farnese (Rome), Rex Cinematografica (Rome), RTP (Lisbonne), Atelier Films Juan Estelrich (Madrid), S.S.R. (Genève), R.T.B.F. (Bruxelles)
- Format : Couleurs
- Durée : 6 × 60 minutes
- Budget : 1 600 000 000 d'anciens francs (estimation) [2] soit environ 2 440 000 euros [3]
- Genre : série historique
- Diffusion originale : 1979

## Distribution
- Jacques Weber : Edmond Dantès, le Comte de Monte-Cristo, l'abbé Busoni, Lord Wilmore, Sinbad le Marin
- Roger Dumas : Danglars
- Jean-François Poron : comte Gérard de Villefort, procureur du roi
- Manuel Tejada (acteur) (es) : Fernand Mondego, comte de Morcerf
- Carla Romanelli : Mercédès Herrera
- Claude Brosset : Gaspard Caderousse
- Christiane Krüger : Héloïse de Villefort
- Christine Kaufmann (doublée par Perette Pradier) : Hermine Danglars
- Diogo Dória : Maximilien Morrel
- Marie Matile : Valentine de Villefort
- Virginie Vidal (actrice) : Haydée, fille du Pacha de Janina
- Jean Vinci : Lucien Debray
- Henri Virlogeux : l'abbé Faria
- Patrick Laplace : vicomte Albert de Morcerf
- Sigfrit Steiner : Noirtier de Villefort
- Carlos de Carvalho (doublé par Dominique Paturel) : Franz de Quesnel, baron d'Épinay
- Hervé Hiolle : Beauchamp
- Gerhard Acktun (de) (doublé par Guy Chapellier) : Benedetto
- Wolf Ackva : M. de Boville
- Leonor Pinhão (pt) : Eugénie Danglars
- Françoise Lugagne : madame de Saint-Méran
- Luís Santos : Dantès père
- Hubert de Lapparent : le télégraphiste
- Fred Personne : Barrois
- Robert Party : baron d'André
- Michel Ruhl : duc de Blacas
- Janine Souchon : la garde-malade
- Jean Turlier : Louis XVIII
- Philippe Castelli : le concierge
- François Florent : docteur d'Avrigny[4]
- Laurence Libier : Renée de Saint-Meran[4]
- Artur Semedo (doublé par Roger Carel[5]) : Marquis Bartolomeo Cavalcanti
- Isabel de Castro : épouse de Caderousse
- Curado Ribeiro : Marquis de Becqueville
- Michel Caron : Inspecteur de police
- Baptista Fernandes : Juge
- Georgio Di Nella : Directeur de Cabinet[4]
- Vitorino Salomé : Capitaine[4]
- Alexander Ullman : Édouard[4]
- Paulo Renato : Morrel[4]
- Yves Brainville : Salvieux[4]
- Robert Party : Dandre[4]
- Carlos César : Bertuccio[4]
- Jacques Dichamp : valet Busoni[4]
- Paul Handford : Notaire[4]
- Alexandre de Sousa : Policier[4]
- Sinde Filipe : le responsable de la prison[6]
- Manuel Cavaco : Garde Prison[4]
- Morais e Castro (doublé par Roger Carel) : Maître Pastrini[4]
- Suzana Borges : Femme au bal[4]
- Luís Cerqueira : Assistant[4]
- Bernard Cazassus : Passant[4]
- Sérgio Godinho (doublé par Roger Carel) : à Rome, le messager pour le baron d'Épinay, puis le bandit[4]
- Elsa Wallencamp : Julie Morrel[6]
- António Rocha : (non identifié)[4]
- Michel Duchaussoy : Le récitant

Du fait de la coproduction internationale (6 pays européens), de nombreux acteurs sont doublés en post-synchronisation. Leurs noms ne figurent pas au générique, hormis Michel Duchaussoy (le récitant).

## Épisodes
La série se découpe en six épisodes de 60 min environ, et présente deux époques, la première étant celle du Prisonnier du Château d'If, la seconde celle de l'arrivée du Comte de Monte-Cristo dans le grand monde parisien en 1838, introduit par le jeune Albert de Morcerf, fils de son pire ennemi qu'il feint de rencontrer puis de sauver des griffes de Luigi Vampa, un bandit romain en fait féal du comte.
1. Le Prisonnier du château d'If
2. Le Trésor du Cardinal
3. Le Revenant
4. Les Scélérats
5. Deux morts subites
6. Justice est faite

La série a été depuis remontée et proposée en VOD en 4 épisodes de 1 h 25 min :
- Le Prisonnier du château d'If
- Le Revenant
- Les Scélérats
- La Vengeance

## Réception
Cette adaptation est considérée comme la plus complète et la plus fidèle du roman d'Alexandre Dumas. De nombreux passages ou répliques sont d'ailleurs repris, au mot près, des dialogues du roman.
Jacques Weber, fasciné par le personnage, a mis en scène en 1987 à Nice le roman au théâtre et réinterprété le rôle-titre.